# Ејби (Небраска)
Ејби (енгл. Abie) град је у америчкој савезној држави Небраска.

## Демографија
По попису из 2010. године број становника је 69, што је 39 (-36,1%) становника мање него 2000. године.
| Група             | 2000.       | 2010.       |
| Белци             | 102 (94,4%) | 69 (100,0%) |
| Афроамериканци    | 0 (0,0%)    | 0 (0,0%)    |
| Азијати           | 0 (0,0%)    | 0 (0,0%)    |
| Хиспаноамериканци | 6 (5,6%)    | 0 (0,0%)    |
| Укупно            | 108         | 69          |